# Rothschildgiraffe
De rothschildgiraffe (Giraffa camelopardalis rothschildi), ook wel baringogiraffe genoemd, is een giraffenondersoort. Net als de andere giraffen komt de rothschildgiraffe in Afrika voor. Wel slechts op enkele plaatsen in Kenia en Oeganda, bijvoorbeeld Lake Nakuru National Park in Centraal-Kenia. In Oeganda in grote aantallen in Nationaal park Murchison Falls en kleinere aantallen in Nationaal park Lake Mburo en Nationaal Park Kidepo.  Over de status als ondersoort heerst geen consensus, maar in 2007 gepubliceerd onderzoek aan het mitochondriaal DNA geeft steun aan de ondersoortstatus van de rothschildgiraffe.

## Status in het wild
De rothschildgiraffe heeft een verbrokkeld verspreidingsgebied. De grootte van de populatie werd in 2016 door de IUCN geschat op 1671 individuen en de populatie-aantallen nemen sinds de jaren 1960 toe. De soort als geheel geldt als kwetsbaar op de Rode Lijst van de IUCN. Schattingen aan de aantallen giraffen (Giraffa camelopardalis s.l.) wijzen op een achteruitgang in aantal van 36 tot 40% over drie generaties (30 jaar, 1985-2015). 
Deze ondersoort staat zelf sinds 2018 als gevoelig op de rode lijst, omdat de populatie van deze ondersoort toeneemt is deze niet meer bedreigd.

## Gevangenschap
In gevangenschap worden er elk jaar een tiental jongen geboren en daar gaat het dus goed met de rothschildgiraffe. Burgers' Zoo heeft een van de grootste groepen van Europa. Safaripark Beekse Bergen heeft drie groepen rondlopen in haar park. In het dierenpark Bellewaerde leven drie Rothschildgiraffen.